# 费尔蒙特 (明尼苏达州)
費爾蒙特（英語：Fairmont）是一個位於美國明尼蘇達州馬丁縣的都市。根據2010年美國人口普查，該地共人口10666人，而該地的面積約為43.82平方千米。同時該地也是馬丁縣的縣治。

## 地理
費爾蒙特的座標為43°39′08″N 94°27′31″W / 43.65222°N 94.45861°W，而該地的平均海拔高度為361米（即1184英尺）。